# Liuva II.
Liuva II, mladi Rekaredov sin, bio je vizigotski kralj u Hispaniji između 601. i 603. godine. Naslijedio je Rekareda na prijestolju kad je imao samo 18 godina.
U proljeće 602., Vizigot Viterik, jedan od konspiratora u zavjeri Sune iz Meride koji je htio uspostaviti arijanstvo (589.), dobio je zapovjedništvo nad vojskom koja je trebala protjerati Bizantince s Iberijskog poluotoka (vidi: Spanija), no Viterih je iskoristio svoju vojsku, napao kraljevsku palaču, i smjenio kralja Liuvu II. u proljeće 603. godine. Vjerojatno je imao podršku jednog dijela plemstva koje je bilo protiv Leovigildove dinastije. Viterik mu je odsjekao desnu ruku (što ga je po vizigotskim zakonima, onemogućilo vladati), a zatim ga i osudio na smrt i pogubio u ljeto 603. godine.